# El Hornillo
El Hornillo es un municipio de España perteneciente a la provincia de Ávila, en la comunidad autónoma de Castilla y León. Tiene una población de 280 habitantes (INE 2024).

## Símbolos
El escudo heráldico que representa al municipio se define a partir del siguiente blasón aprobado el 29 de septiembre de 2001:

De Gules sobre ondas de plata y azur, un puente de plata de un ojo, sumado de un rollo de plata, calzado de plata, con un cerezo arrancado a la diestra y un castaño arrancado a la siniestra, ambos de sinople. Al timbre corona real cerrada.
Boletín Oficial de Castilla y León nº 202 de 17 de octubre de 2001

La descripción de la bandera del municipio, aprobada de manera simultánea al escudo, es la siguiente:

Bandera municipal de proporciones 2:3, formada por un paño rojo con un rollo blanco a 1/3 de largo de la bandera.
Boletín Oficial de Castilla y León nº 202 de 17 de octubre de 2001

## Geografía
La localidad está situada a una altitud de 748 m sobre el nivel del mar en el sur de la provincia de Ávila y también en la vertiente sur de la sierra de Gredos.
| Noroeste: Hoyos del Espino            | Norte: Hoyos del Espino y Navarredonda de Gredos | Noreste: El Arenal           |
| Oeste: Guisando y Arenas de San Pedro |                                                  | Este: El Arenal              |
| Suroeste: Guisando                    | Sur: Guisando                                    | Sureste: Arenas de San Pedro |

### Clima
El Hornillo tiene un clima mediterráneo Csa (templado con verano seco y caluroso) con un periodo seco en verano. según la clasificación climática de Köppen y la tabla a continuación. Se encuentra en el límite con el clima de transición Csb (templado con verano seco y templado). Los rasgos oceánicos están reflejados en la abundante precipitación anual, favorecida por la posición de la vertiente sur de la sierra de Gredos con respecto a los frentes atlánticos que entran en la península en invierno en situaciones de jet polar en latitudes bajas.
| Parámetros climáticos promedio de El Hornillo en el periodo 1962-1977 | Parámetros climáticos promedio de El Hornillo en el periodo 1962-1977 | Parámetros climáticos promedio de El Hornillo en el periodo 1962-1977 | Parámetros climáticos promedio de El Hornillo en el periodo 1962-1977 | Parámetros climáticos promedio de El Hornillo en el periodo 1962-1977 | Parámetros climáticos promedio de El Hornillo en el periodo 1962-1977 | Parámetros climáticos promedio de El Hornillo en el periodo 1962-1977 | Parámetros climáticos promedio de El Hornillo en el periodo 1962-1977 | Parámetros climáticos promedio de El Hornillo en el periodo 1962-1977 | Parámetros climáticos promedio de El Hornillo en el periodo 1962-1977 | Parámetros climáticos promedio de El Hornillo en el periodo 1962-1977 | Parámetros climáticos promedio de El Hornillo en el periodo 1962-1977 | Parámetros climáticos promedio de El Hornillo en el periodo 1962-1977 | Parámetros climáticos promedio de El Hornillo en el periodo 1962-1977 |
| Mes | Ene.                                                                  | Feb.                                                                  | Mar.                                                                  | Abr.                                                                  | May.                                                                  | Jun.                                                                  | Jul.                                                                  | Ago.                                                                  | Sep.                                                                  | Oct.                                                                  | Nov.                                                                  | Dic.                                                                  | Anual                                                                 |
| --- | --------------------------------------------------------------------- | --------------------------------------------------------------------- | --------------------------------------------------------------------- | --------------------------------------------------------------------- | --------------------------------------------------------------------- | --------------------------------------------------------------------- | --------------------------------------------------------------------- | --------------------------------------------------------------------- | --------------------------------------------------------------------- | --------------------------------------------------------------------- | --------------------------------------------------------------------- | --------------------------------------------------------------------- | --------------------------------------------------------------------- |
| Temp. media (°C) | 6.10                                                                  | 6.80                                                                  | 9.10                                                                  | 12.10                                                                 | 14.60                                                                 | 19.50                                                                 | 23.30                                                                 | 23.20                                                                 | 19.10                                                                 | 15.20                                                                 | 9.40                                                                  | 5.90                                                                  | 13.70                                                                 |
| Precipitación total (mm) | 207.50                                                                | 162.90                                                                | 167.90                                                                | 128.80                                                                | 115.50                                                                | 67.40                                                                 | 25.00                                                                 | 17.30                                                                 | 78.90                                                                 | 171.10                                                                | 227.00                                                                | 159.40                                                                | 1528.70                                                               |
| Fuente: Ministerio de Agricultura, Alimentación y Medio Ambiente. Datos de precipitación para el periodo 1962-1977 y de precipitación para el periodo 1967-1977 en El Hornillo. |                                                                       |                                                                       |                                                                       |                                                                       |                                                                       |                                                                       |                                                                       |                                                                       |                                                                       |                                                                       |                                                                       |                                                                       |                                                                       |

## Historia
En el siglo XV ya existía la localidad. La aldea de El Hornillo consiguió en 1759 el título de villa, independizándose del señorío de Arenas al que pertenecía hasta entonces. La carta de villazgo fue firmada por el monarca Fernando VI.

## Demografía
El Hornillo cuenta con una población de 280 habitantes (INE 2024).
| Gráfica de evolución demográfica de El Hornillo entre 1842 y 2021                                                                                                |
| |
| Población de derecho según los censos de población del INE. Población de hecho según los censos de población del INE.En este censo se denominaba Hornillo: 1842. |

## Economía

### Evolución de la deuda viva
El concepto de deuda viva contempla sólo las deudas con cajas y bancos relativas a créditos financieros, valores de renta fija y préstamos o créditos transferidos a terceros, excluyéndose, por tanto, la deuda comercial.
| Gráfica de evolución de la deuda viva en € del ayuntamiento entre 2008 y 2014           |
|                                                                                         |
| Deuda viva del ayuntamiento en € según datos del Ministerio de Hacienda y Ad. Públicas. |

La deuda viva municipal por habitante en 2014 ascendía a 745,76 €.

## Patrimonio

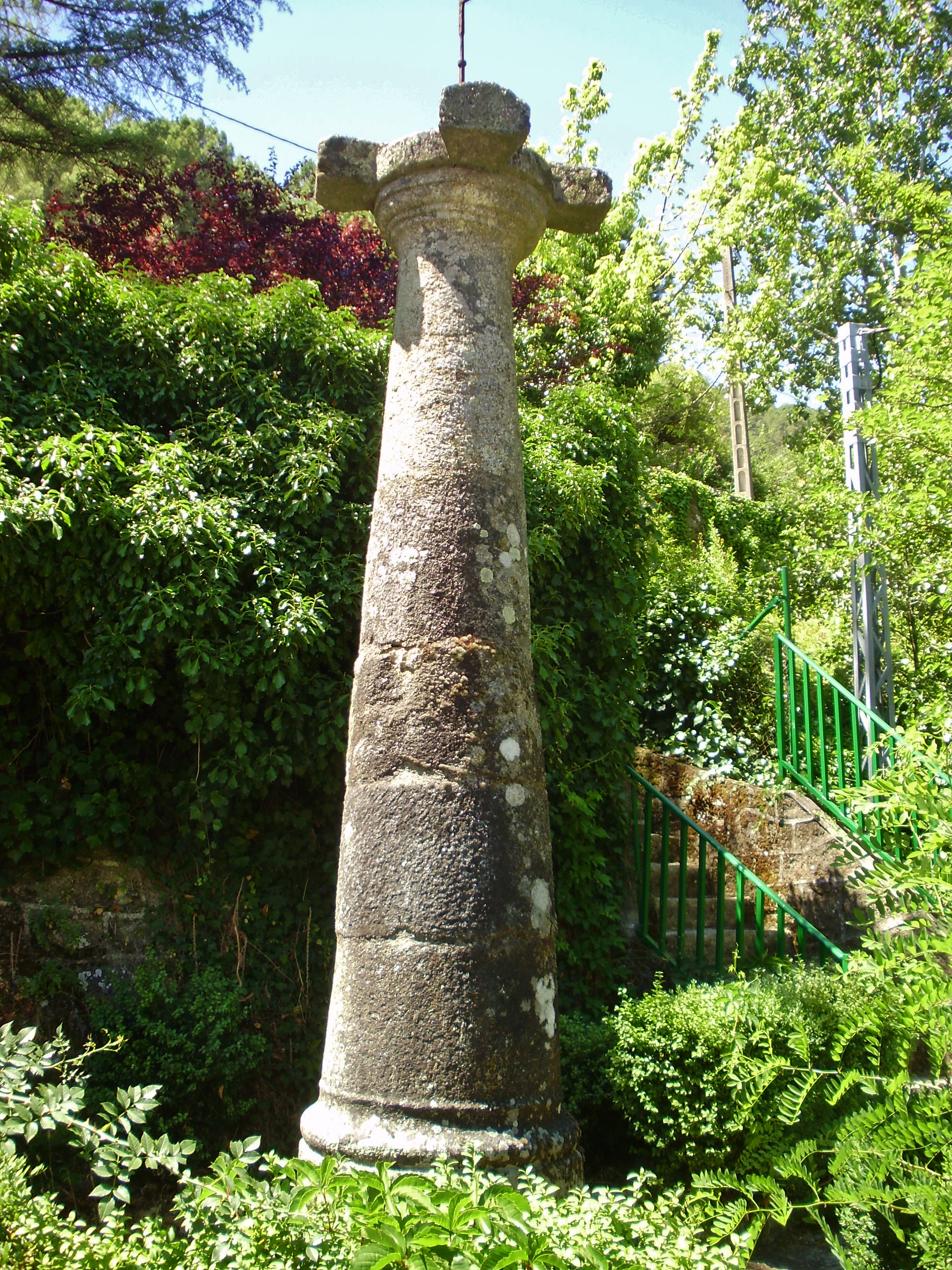
Rollo que acredita el título de villa obtenido por la localidad en 1759

- Rollo. La localidad recibió la condición de villa en 1759. El rollo que acredita el título de villa fue construido en la segunda mitad del siglo XVIII; mide 3 m de altura y está formado por cinco tambores y un capitel dórico, con cuatro salientes de cruz patada.[17] No está situado en su emplazamiento original cerca de la ermita de San Marcos, sino que fue trasladado junto al río.[17]
- Ermita de San Marcos.

## Fiestas
- El 25 de abril se celebra San Marcos.[cita requerida]
- El segundo fin de semana de agosto la Fiesta del Cerezo.[cita requerida]
- El 27 de diciembre San Juan.[cita requerida]